# Halte d'Oukooperdijk
La Halte d'Oukooperdijk est une ancienne halte fermée des Pays-Bas située à Oukoop, au lieu-dit Oukooperdijk, dans la province d'Utrecht.
La halte est située sur l'une des lignes du réseau ferroviaire de Haarlemmermeer (nl), celle reliant Aalsmeer à Nieuwersluis-Loenen. Aujourd'hui, le bâtiment de gare, fortement remanié, fait office d'habitation privée.
La gare est ouverte le 1er décembre 1915 et fermée le 1er juin 1922. La ligne de chemin de fer continue de servir aux transports de marchandise jusqu'en 1985. Désaffectée à cette date, elle est entièrement démolie et enlevée.